# Emanuel Scharfenberg
Emanuel Scharfenberg (* 27. Juli 1932 in Reichenberg, Tschechoslowakei; † 30. Juli 2006 in Berlin) war ein deutscher Bildhauer.

## Leben

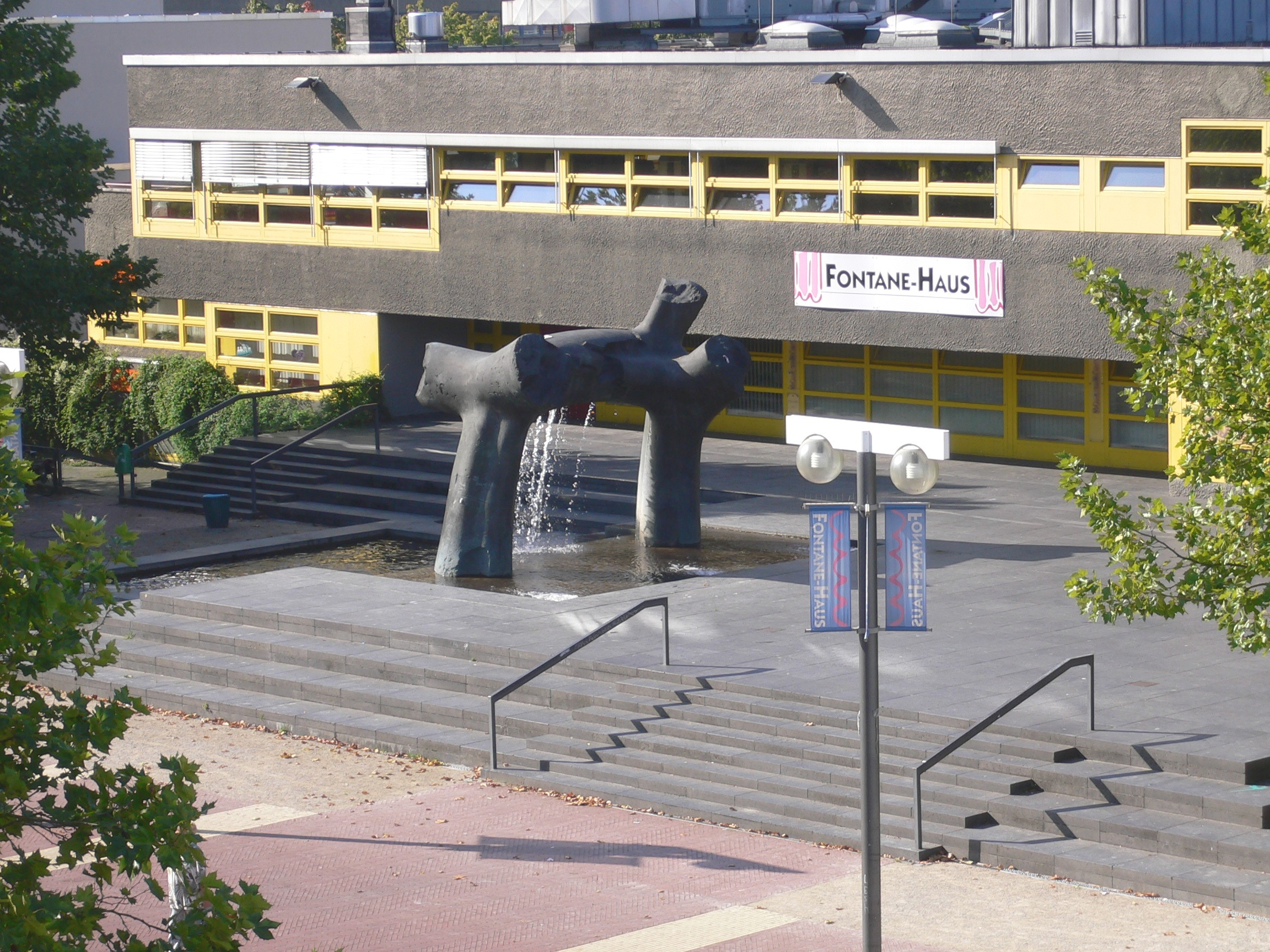
Brunnen mit „Fontanebogen“ vor dem Fontane-Haus im Märkischen Viertel, Berlin

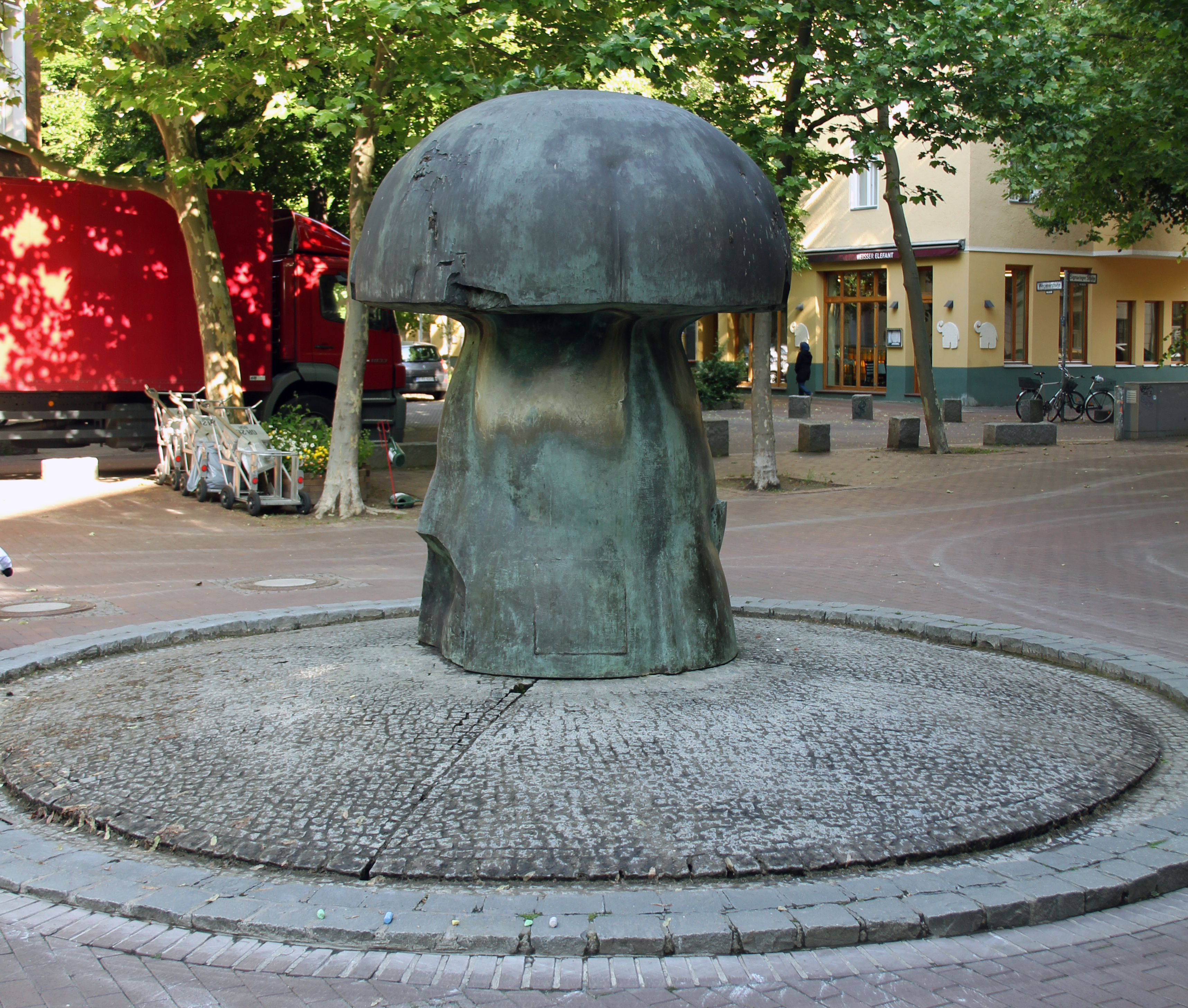
„Wasserpilz“, Leon-Jessel-Platz, Berlin-Wilmersdorf

Emanuel Scharfenberg verlebte seine Kindheit im Riesengebirge in den Wirren des Zweiten Weltkriegs und erlebte im Alter von 13 Jahren den Einmarsch der Roten Armee mit. Auf der Flucht mit Mutter und Schwester gelangte er bis Thüringen, wo die Familie sich in Erfurt niederließ. Dort begann Scharfenberg 1947 eine Lehre als Holzbildhauer. 1949 wechselte er an die staatliche Holzbildhauer-Fachschule in Empfertshausen an der Rhön, wo er 1951 eine Ausbildung für freies plastisches Gestalten beendete. Aus Abneigung gegen das sich etablierende politische System in Ostdeutschland brach er seine Meisterausbildung ab und wechselte nach Westberlin, wo er an der Hochschule der Künste begann, Bildhauerei zu studieren. Vor Beendigung des Studiums wechselte er jedoch an die Meisterschule für das Kunsthandwerk, wo er das Studium der Bildhauerei 1955 mit dem Staatsexamen beendete.
Schon zu Beginn seiner beruflichen Laufbahn erhielt er vom Berliner Senat den Auftrag, zwei Brunnen zu gestalten. Beim Wiederaufbau des Charlottenburger Schlosses war er über 25 Jahre mit beteiligt, beispielsweise an der Wiederherstellung der dekorativen Barock- und Rokokoschnitzereien in den Wohn- und Repräsentationsräumen im Mittelbau des Knobelsdorff-Flügels. Im Rahmen dieser Arbeit nahm er vom 28. Juni bis zum 31. August 1980 an einer Ausstellung der Galerie im Kloster Cismar unter dem Titel Berliner Bildhauer aus dem Schloss Charlottenburg stellen aus teil. Im Zentrum stand die Restauration und der posthume Vollzug einer Planungskonzeption aus dem Jahr 1705, an der sechs Bildhauer beteiligt waren, die sowohl ihr Wirken beim denkmalpflegerischen Wiederaufbau des Schlosses als auch eigene bildhauerische Arbeiten präsentierten. Neben Emanuel Scharfenberg waren Katharina Szelinski-Singer, Karl Bobek, Joachim Dunkel, Harald Haacke und Günter Anlauf vertreten.

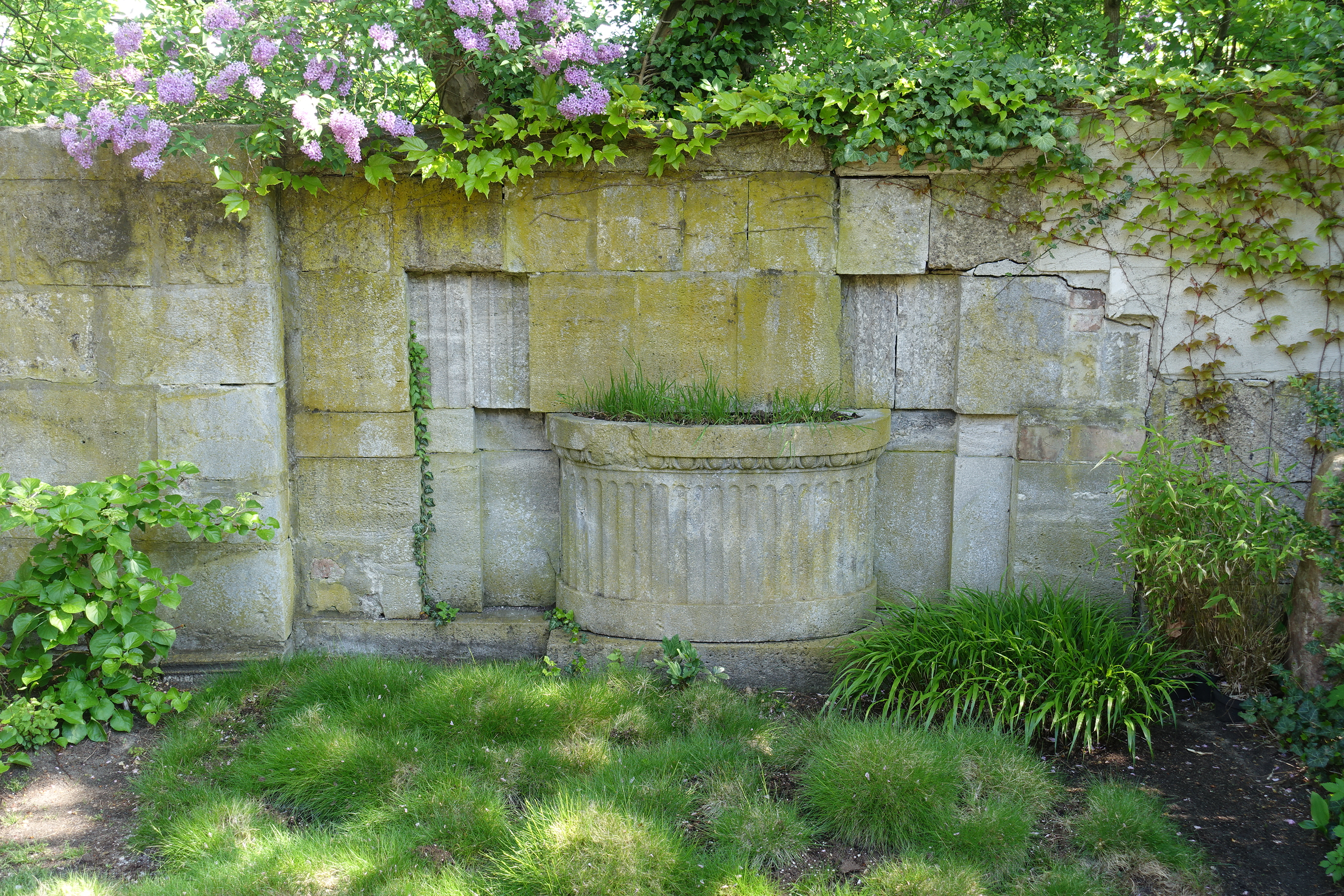
Gemeinschaftsgrab

Für seine selbst gestalteten Arbeiten wählte er gerne große Formate, auch Umfeld und Natur wurden mit in die Gestaltfindung einbezogen. Scharfenberg war Mitglied in der Gruppe Plastik 71, der Fabrik K19 und im BBK.
Mit seinen Arbeiten war er auch international erfolgreich, beispielsweise mit dem „Baumtorso“ in Kyōto, Japan. In Berlin hat Scharfenberg mit seinen Werken den öffentlichen Raum von den Nachkriegsjahren bis zum Mauerfall mitgeprägt.
Bestattet wurde auf einem Gemeinschaftsgrab im Friedhof Grunewald.

## Werkeliste

### Datierte Werke
- Weiße Wehe, 1977, Berlin-Ruhleben
- Extension, Bronze, 1979, Guss von Noack, Erfurter Straße 8, Berlin, hinterer Seiteneingang des Gesundheitsamtes
- Elefantenbaum, 1981, Bronze, Rubensstraße 125, Auguste-Viktoria-Krankenhaus, Skulpturengarten (Leihgabe des Berliner Senats, erster Standort war im Skulpturengarten auf dem Messegelände)
- Wasserpilz, 1984, Bronze, mit einer Höhe von 2,60 Metern, Leon-Jessel-Platz, Berlin-Wilmersdorf
- Elementenblock (Elementenwürfel), Brunnenskulptur aus Bronze, 1983/1987, Bismarckplatz 1, am Umweltbundesamt in Berlin-Grunewald
- Bodenskulptur-Environment, 1983–1990, Eisenguss, Einsteinufer 17–19, Berlin, zwischen TU-Institut für Elektrotechnik und dem Landwehrkanal
- Fontanebogen, Brunnenskulptur aus Bronze mit einer Höhe von 4,60 Metern, 1992, Marktplatz in Berlin im Märkischen Viertel
- Gedenkstelle für Magnus Hirschfeld nach einem Entwurf von August Jäkel, 1995, Otto-Suhr-Allee 93, Berlin-Charlottenburg
- Bronze-Kubus als Symbol für den Großen DAI Preis für Baukultur des Verbandes Deutscher Architekten- und Ingenieurvereine e. V., 2004

### Undatierte Werke
- Gedenktafel für Hermann Sudermann und Rolf Lauckner, mit dem Reliefbild von Sudermann, Bettinastraße 3, Berlin-Grunewald